# ダニー・マーフィー
ダニエル・ベン・"ダニー"・マーフィー（Daniel Ben "Danny" Murphy, 1977年3月18日 - ）は、イングランド出身の元サッカー選手。ポジションはミッドフィルダー。

## 所属クラブ
- クルー・アレクサンドラFC 1993-1997
- リヴァプールFC 1997-1998
- クルー・アレクサンドラFC 1998-1999
- リヴァプールFC 1998-2004
- チャールトン・アスレティックFC 2004-2006
- トッテナム・ホットスパーFC 2006-2007
- フラムFC 2007-2012
- ブラックバーン・ローヴァーズFC 2012-2013

## タイトル
クラブ
リヴァプールFC
- FAカップ 2001
- フットボールリーグカップ 2001, 2003
- コミュニティーシールド 2001
- UEFAカップ 2001
- UEFAスーパーカップ 2001